# 都文奎
都文奎（1511年—？），字彥卿，河南開封府祥符縣人，民籍，明朝政治人物。同進士出身。

## 生平
嘉靖十九年（1540年）庚子科河南鄉試第七十五名舉人。嘉靖二十三年（1544年）中式甲辰科會試第二百五十五名，登第三甲第一百七十二名進士。曾任直隶獻縣、直隸吳縣知縣、松江府同知、鎮江府知府。

## 家族
曾祖都英，壽官；祖父都鑑；父都臣，典膳。母鄭氏。具庆下。